# So Many Tears
«So Many Tears» — другий сингл з третього студійного альбому американського репера Тупака Шакура Me Against the World. На пісню зняли відеокліп.

## Подробиці
Після виходу Thug Life: Volume 1 Тупак почав працювати над Me Against the World. Продюсер Shock G надіслав реперу біти й Шакур обрав трек із семплом «That Girl» Стіві Вандера. В інтерв'ю Stopbeingfamous.com Shock G заявив, що біт спершу був призначений для оптимістичної композиції, однак репер написав інтроспективну пісню. Існують інші версії, зокрема версії Shock G, Mobb Deep, Key of Z. Remix, Moe Z. Radio Friendly Club Mix, Reminizm' Remix.
«So Many Tears» є одночасно листом/молитвою до Бога та записом із щоденника, де висловлено депресію автора. Пісню використано у документальній стрічці про ворожнечу між Bloods та Crips «Bastards of the Party» (2005).

## Учасники
- Продакшн: D-Flizno Production Squad
- Звукорежисери: Майк Шлезінґер, Тім Нітз (записано й зведено на Southcastle Studios)
- Бек-вокал: Thug Life, Digital Underground, Stretch
- Клавішні: The Piano Man
- Гітара: Ерік «Kenya» Бейкер

## Список пісень
Максі-сингл
1. «So Many Tears»
2. «So Many Tears» (Key of Z Remix)
3. «So Many Tears» (Reminizim' Remix)
4. «Hard to Imagine» (у вик. Dramacydal)
5. «If I Die 2Nite»

Промо-сингл
1. «So Many Tears»
2. «So Many Tears» (Key of Z Remix)
3. «So Many Tears» (Reminizm' Remix)
4. «If I Die 2Nite»

## Чартові позиції
| Чарт (1995)                             | Найвища позиція |
| --------------------------------------- | --------------- |
| США (Billboard Hot 100)                 | 44              |
| США (Hot R&B/Hip-Hop Songs) (Billboard) | 21              |